# 安康高新技术产业开发区
安康高新技术产业开发区，前身为安康工业园区，2010年1月经由陕西省人民政府正式批准改为安康高新技术产业开发区，2015年9月29日经由中华人民共和国国务院批复升格为国家级高新技术产业开发区，享有市级经济管理权限。其规划区面积28平方公里，其中建设面积15平方公里。